# توم هولاند (لاعب كرة قدم)
توم هولاند (بالإنجليزية: Tom Holland)‏ (16 يوليو 1902 بشفيلد في المملكة المتحدة - 1 يوليو 1987 بوايمث في المملكة المتحدة) هو لاعب كرة قدم بريطاني (وحمل سابقاً جنسية المملكة المتحدة لبريطانيا العظمى وأيرلندا) في مركز حراسة المرمى. لعب مع نادي دونكاستر روفرز ونادي غيلينغهام ونادي واتفورد ونادي إكزتر سيتي ونادي ويموث.